# Ophioglossum
Genre
Le genre Ophioglossum regroupe plusieurs espèces de fougères de la famille des Ophioglossaceae.
On utilise généralement le terme d'Ophioglosses pour désigner les plantes de ce groupe.
Ce sont des plantes à petit rhizome souterrain. La fronde est constituée d'un pétiole cylindrique portant un limbe végétatif entier et un épi fructifère simple et longuement pédonculé, formé de deux rangs de sacs soudés par leurs faces inférieures et supérieures.
L'Ophioglossum reticulatum possède le plus grand nombre de chromosomes connu parmi tous les organismes vivants avec un total de 1 440 chromosomes.

## Étymologie
Le mot Ophioglossum vient du grec ὄφις (ophis) : "serpent" et γλῶσσα (glôssa) : "langue", qui fait allusion à la forme de la partie fertile des feuilles.

## Liste d'espèces
Selon ITIS (15 oct. 2012) :
- Ophioglossum azoricum K. Presl
- Ophioglossum californicum Prantl
- Ophioglossum concinnum Brack.
- Ophioglossum crotalophoroides Walt.
- Ophioglossum engelmannii Prantl
- Ophioglossum lusitanicum L.
- Ophioglossum nudicaule L. f.
- Ophioglossum pendulum L.
- Ophioglossum petiolatum Hook.
- Ophioglossum pusillum Raf.
- Ophioglossum reticulatum L.
- Ophioglossum vulgatum L.